# Marek Dul
Marek Dul (ur. 14 marca 1952 w Nowym Sączu, zm. 26 lutego 2025) – polski samorządowiec i polityk, prezydent Dąbrowy Górniczej (1996–1999). 

## Życiorys
Był absolwentem Politechniki Śląskiej (uzyskał tytuł magistra inżyniera górnika). Przez wiele lat był członkiem PZPR. W latach 1994–1996 pełnił funkcję wiceprezydenta Dąbrowy Górniczej, a od 27 listopada 1996 do 29 września 1999 prezydenta miasta (z rekomendacji SLD). W latach 1997–1999 był przewodniczącym SdRP w Dąbrowie Górniczej. Po opuszczeniu SLD wiązał się z innymi ugrupowaniami lewicowymi. Zasiadał w zarządach krajowych Demokratycznej Partii Lewicy oraz Polskiej Lewicy.
Odznaczony Srebrnym Krzyżem Zasługi. Żonaty, ma dwójkę dzieci.